# 可愛かずみ
可愛 かずみ（かわい かずみ、1964年7月9日 - 1997年5月9日）は、日本の女優。本名、久我 知子（くが ともこ）。
東京都杉並区高円寺出身。

## 略歴
2人姉妹で3歳年上の姉がいる。幼少の頃に両親が離婚、1年ほど母親と住んだ後に父親に引き取られる。子供の頃は両親の離婚と父親の仕事で転校を繰り返した。可愛自身、自分の性格を「感化されやすい」と言っており、転校先でもすぐに馴染んだようである。その分、転校の時は友達と別れるのが辛く、寄せ書きを見てはよく涙ぐんでいた。この頃、父親に「転校はもうしたくない」と言っており、転校のなかった港区立港中学校時代を「落ち着いた気持ちで過ごせた」「すごく暖かい生活だった」と語っている。
中学時代はバレーボール部に所属。その後、都内の女子高に進学。高校時代はレストランでアルバイトをしていた。幼少の頃は比較的大人しかったが徐々に元気で活発な少女に育っていった。また母親とは両親の離婚から生き別れになっており、姉が母親代わりだったと可愛の19歳時の取材で語っている。
芸能界にあまり興味はなく、元々は美容師になるつもりだったが、高校在学中にスカウトを受けてモデルクラブに登録。日活の宣伝用ポスターの仕事が舞い込み、引き受けるが、可愛は、脱がないといけない仕事だと知らなかった。「話が違う」と一旦は断ろうとするが、日活の担当者が怒られているのを見て同情してしまい、最終的に引き受ける。この時に渡辺護監督の目に止まり、1982年、日活ロマンポルノ映画『セーラー服色情飼育』（監督：渡辺護・脚本：ガイラ）で女優デビューした。日活ロマンポルノの主演の話がきたとき、いったん「考えさせてほしい」と告げた。モデル事務所から「次のステップに繋がる」という勧めもあり、きわどいラブシーンをしないという条件で、承諾した。「可愛かずみ」の芸名は、渡辺監督によって命名された。ロマンポルノ映画出演はこの1作のみだったが、キュートな顔立ちと抜群のスタイルで注目を浴びる。テレビドラマは、1983年のテレビ東京のドラマがデビュー作になっている。
続いて、映画『Blow The Night 夜をぶっとばせ』、シブがき隊主演の『ヘッドフォン・ララバイ』に出演し、その後すぐにグラビアアイドルとして人気を博す。
以降はテレビのバラエティーやドラマで活躍をする。ポルノ映画の出演は『セーラー服色情飼育』だけだったが、デビュー作であったこともあり、世間からは『ポルノ女優』と形容された。映画雑誌記者によれば、可愛本人は『ポルノ女優』と呼ばれることを嫌がっていた。しかし、彼女の人気が高まるにつれ、可愛と同じくロマンポルノを足掛かりに一般の映画やテレビなどに出演し、人気を集めていた美保純と並ぶ扱いを受けるようになっていった。 可愛は「昔の仕事は自分で考えてしたことで後悔はしていないし、昔があるから今の自分がいるのも分かっている。私自身偏見はないけど、昔の仕事のことで人として軽く見られるのは辛い」と語っている。ただし日活ロマンポルノには田中登や神代辰巳らの作品で、キネマ旬報などで上位に入り、高く評価された映画作品もある。なお、共演した下元史朗は後に「魅せられた女優」として可愛かずみを挙げている。渡辺監督は、可愛を「生きた恥じらいのある女優」と評価している。監督は可愛の芸名を名付けた理由を「可愛いから、可愛かずみにした」と語っている。1983年11月、脱ぐ仕事をしたくないという理由で、オフィス・アンからマーカスに所属事務所を移籍。
『ヘッドフォン・ララバイ』の出演が決まった時には嬉しくて台本を抱いて寝たと言う。この頃から「セーラー服色情飼育」出演時には非難していた友人たちも応援してくれるようになり、期待に応えたいという気持ちからプロ意識が芽生えてきたと本人が語っていた。
歌の方では「春感ムスメ」でシングルデビューをし、その後「天使のデザート」「メディテーション」のアルバムもリリース。レコーディングの時に、スタッフから「歌手じゃないんだから鼻歌まじりの歌声でいいんだ!　力むような歌声じゃ駄目だ」といかにもアイドルらしい頼りない歌唱を強いられ、可愛は不本意だったという。可愛の歌については「歌のレッスンを受けているアイドルよりも上手いし、本格的にレッスンを受けたらアイドルとしてではなく、プロの歌手として充分やっていける」と和田アキ子は評価していた。グラビア時代の可愛の人気は絶大で、毎週、特集を組んでいた雑誌もある。また、可愛のファンだったという芸能人もいて、髙嶋政宏などがテレビで公表している。
バラエティ番組に多数出演しており、1983年頃『オレたちひょうきん族』の「ひょうきんベストテン」のコーナーで中森明菜のものまねをしていた。また歌番組のアシスタントやバラエティー番組での活躍も増え、タレントとしての地歩を確立していった。1984年から1986年には、深夜帯ドラマ『トライアングル・ブルー』（テレビ朝日）に出演し、とんねるず、川上麻衣子らと共演。この作品で女優としての仕事も増えていった。テレビ朝日系深夜番組『トゥナイト』では山本晋也のアシスタントを長く務めた。可愛がアシスタント最終回の際、山本と司会の利根川裕が話をしていて、ふと可愛の方を見ると大量の涙を流していて、二人は絶句した。繊細な性格を視聴者に印象付けた瞬間だった。山本晋也は「僕は、女優可愛かずみを評価します」と声をかけていた。
片岡鶴太郎主演の『季節はずれの海岸物語』ではシリーズ全話を通じて、新井徳子（とっこちゃん）役で鶴太郎がマスターの喫茶店を手伝う役柄を演じた。1992年、実力派女優として認められ、日活80周年記念作品『女猫〜美しき復讐者〜』の主役に抜擢される。この頃、チャームポイントだった八重歯を抜いている。
1995年、当時ヤクルトスワローズに在籍していた川崎憲次郎投手との交際が判明する。川崎は学生時代から可愛の熱烈なファンで、6歳の年の差はあったが交際は順調であった。当時、川崎はマスコミに対しても交際宣言をしている。だが、川崎の故障から二人の関係に擦れ違いが生じ、破局。後日、破局の理由を「（川崎が）治療に専念するため」と述べた。
1997年5月9日午後6時30分頃、留守番の女性に「咳がでるから病院に行く」と言って出かけ、午後7時10分頃に川崎が住んでいたマンションの7階から身を投げた。午後7時14分頃に「マンションの前に人が倒れている」と119番通報があり、救急車が到着した時には既に心肺停止状態であった。その後、新宿の東京医科大学病院に搬送されるが午後7時59分に死亡が確認された。32歳没。自宅を出た時間から真っ直ぐ自殺現場に向かったものと推察された。当初は事故面でも調査がされたがすぐに自殺と断定された。当時は遺書が見つかっていなかったこともあり様々な憶測を呼んだが、父親宛のメモを残していたことが2014年4月11日に報道された。
亡くなった翌日の5月10日、可愛は都内の自動車販売会社を経営する実業家と正式に婚約し、2か月後に結婚する予定であったことが判明する。当初は可愛の誕生日である7月9日に入籍するつもりだったが、その日が仏滅だったため、七夕の7月7日に籍を入れる予定だった。棺には挙式で着用する予定だった白いウェディングドレスがかけられた。
友人が多く、芸能界では特に香坂みゆき、川上麻衣子、岡本かおり、森尾由美と親交が深かった。川上は可愛の住むマンションの隣の部屋に転居したほどである。志村けんとも親交が深く、『志村けんのだいじょうぶだぁ』などのコントでも共演した。志村と川上麻衣子の3人で酒を飲み、酔って雑魚寝をするほどのフランクな間柄であった。人柄については、タモリ、山田邦子、片岡鶴太郎などが「素直」「明るい」「優しい」と、可愛のことを番組内で語ったことがある。また、渡辺美奈代が、自身のイベントで「かわいがってくれた先輩」と生前の可愛のことを話している。

## 出演

### テレビドラマ
- AカップCカップ「デカパン刑事のスケ番くずし!!」（1983年7月6日、テレビ東京）
- のんき君（1983年 - 1984年、フジテレビ・月曜ドラマランド）
- 処刑教師（1984年9月29日、テレビ朝日・土曜ワイド劇場）
- 暮らしの中の殺意（1984年、日本テレビ・火曜サスペンス劇場）
- トライアングル・ブルー（1984年 - 1986年、テレビ朝日）- 島野理恵 役
- 遊びじゃないのよ、この恋は 第5話「泣いてたまるか失恋で!!」（1986年、TBS）
- 新・熱中時代宣言（1986年、日本テレビ）
- 初恋スキャンダル（1986年、フジテレビ・月曜ドラマランド）
- 痛快!OL通り（1986年、TBS）
- 誇りの報酬 第41話（1986年、日本テレビ / 東宝） - かおり 役
- 奥様は不良少女!? おさな妻2（1986年、フジテレビ・月曜ドラマランド）
- H and 1/2（日本テレビ）
- H' FOR MEN H'END 24（日本テレビ）- 川辺円 役
- 探偵・神津恭介の殺人推理(6)「私は殺される」（1987年、テレビ朝日・土曜ワイド劇場）
- アナウンサーぷっつん物語（1987年、フジテレビ）- 庄野祐子 役
- アナウンサーぷっつん物語スペシャル（1987年、フジテレビ）- 庄野祐子 役
- 悪女に四本のバラ（1987年、テレビ朝日・土曜ワイド劇場）
- 半熟ウィドゥ! 未亡人は18才（1987年、テレビ朝日）
- 東京フリーマーケット（1987年、TBS・新鋭ドラマシリーズ）
- ジャングル 第26話「その少年を追え!」（1987年、日本テレビ / 東宝）
- ザ・ハングマン6 第8話「塀の中から恋人の復讐に脱走!」（1987年） - めぐみ 役
- 牟田刑事官事件ファイルシリーズ 第7話 - 11話（1987年 - 1989年、テレビ朝日・土曜ワイド劇場）
- 別れてもダメなひと(1988年3月1日 - 1988年3月22日、テレビ朝日)
- 痛快!ロックンロール通り（1988年、TBS）
- お見合いフルコース（1988年、フジテレビ・ドラマ23）
- 自宅の妾宅（1988年、フジテレビ・現在神秘サスペンス）
- 風少女（1988年、日本テレビ）
- 噂の二人・男と女の十年戦争（1988年、フジテレビ・JOCXTV2 ミッドナイトドラマ）
- さすらい刑事旅情編 第5話（1988年、テレビ朝日）
- 愛に燃える戦国の女（1988年、TBS）
- 殿様ごっこ（1988年、NHK・銀河テレビ小説）
- ママはアイドルスペシャル完結編（1988年、TBS）
- 祝・殺人（1988年、日本テレビ・火曜サスペンス劇場）
- 曙橋みすずや学園（1988年、フジテレビ・桃色学園都市宣言!）
- 季節はずれの海岸物語シリーズ全話（1988年 - 1994年、フジテレビ）
- 京都着17時11分東海道新幹線の女（1989年、テレビ朝日・土曜ワイド劇場）
- 女ねずみ小僧11話ゲスト出演（1989年）
- 赤いカニ（1989年、日本テレビ・水曜グランドロマン）
- 田舎の王様TOKYOへ行く（1989年7月24日 - 7月28日、TBS・ドラマ23）
- さすらい刑事旅情編II 第23話（1990年、テレビ朝日）
- 待つ女（1990年、フジテレビ・東京ストーリーズ）
- カサブランカ物語 怪盗に口づけを! 第4話（1990年、テレビ東京）
- 日本はどうなるシリーズ〜お嬢様教育〜（1990年、TBS・ドラマチック22）
- 突堤に佇む女（1990年、フジテレビ・男と女のミステリー）
- 芸能界・マルヒ マネージャー物語（1990年、TBS・ドラマスペシャル）
- スーパービュー踊り子同窓会殺人旅行（1991年、テレビ朝日・火曜ミステリー劇場）
- 検事・若浦葉子 第9話（1991年、日本テレビ）
- 七人の女弁護士 第5話（1991年、テレビ朝日）
- 夫のいない4日間（1991年、TBS・ドラマチック22）
- まぼろし妻（1991年、フジテレビ・不思議サスペンス）
- 火曜ミステリー劇場・豆腐屋直次郎の裏の顔2「帰ってきた相棒・港、横浜、美女のワナ」（1991年、ABC / アズバーズ） - 星野千香 役
- 噺家カミサン繁盛記（1991年、フジテレビ） - 津上あや子 役
- テレビ東京月曜9時枠の連続ドラマ「女は二度生まれる」（1991年、テレビ東京） - 坪田真由美 役
- サヨナラまでの四日間（1992年、テレビ朝日、ネオドラマ）
- 新宿ラブストーリー事件簿I（1992年、朝日放送制作・土曜ワイド劇場）
- 大人は判ってくれない 第6回「きっとひとりで歩いていける」（1992年、フジテレビ）
- 恋のためらい（1992年、テレビ東京・映画みたいな恋したい）
- 恋敵 26歳危険な思い出づくり（1992年、フジテレビ、旅情サスペンス）
- 白樺湖逆転殺人（1992年、朝日放送制作・土曜ワイド劇場）
- 本当にあった怖い話〜幽霊と結婚した男、湖の幻影〜（1992年、テレビ朝日）
- 二着のウェディングドレス（1992年、テレビ朝日・火曜ミステリー劇場）
- 約束の夏（1992年、東海テレビ・昼の帯ドラマ）- 井原（桜井）景子 役
- ララバイ刑事 第20話（1992年、テレビ朝日）
- 遠野殺人事件（1992年、テレビ朝日・土曜ワイド劇場）
- フラワープリンセス（1992年、フジテレビ）
- 殺人行越前海岸の女（1993年、テレビ朝日・土曜ワイド劇場）
- 意地っぱり（1993年、ANB）
- 花の咲く家（1993年、東海テレビ・昼の帯ドラマ）
- 月曜ドラマスペシャル（TBS）
  - 湯けむり仲居純情日記（1）（1993年3月8日）
  - 看護婦探偵・戸田鮎子（1）「代理母殺人事件」（1994年7月11日）
- はぐれ刑事純情派VII 第15話 （1994年、テレビ朝日） - 林田直子 役
- 江戸川土手殺人事件（1995年、テレビ朝日・土曜ワイド劇場）
- パパは保母さん（1995年、TBS・花王 愛の劇場）
- ハートにS（1995年、フジテレビ）
- 京都竜の寺殺人事件（1995年、山村美紗ミステリー）
- 夏!デパート物語 第2話（1995年、TBS）
- 愛と罪と（1995年、東海テレビ・昼の帯ドラマ）
- 金曜エンタテイメント「美人三姉妹温泉芸者が行く!1 那須なみだ雪殺人事件」（1995年2月、フジテレビ） - いずみ 役
- オーストラリア子づくり殺人事件（1996年、テレビ朝日・土曜ワイド劇場）
- 月蝕の館殺人事件（1996年、テレビ朝日・土曜ワイド劇場）
- 風の刑事・東京発! 第17話（1996年、テレビ朝日）
- 家族注意報!（1996年、NHK） - 小室悦子 役
- 車椅子の弁護士・水島威シリーズ(2)（1996年、テレビ朝日・土曜ワイド劇場）
- はみだし刑事情熱系 第1シリーズ 第20話（1997年、テレビ朝日）
- 法医学教室の事件ファイルシリーズ(6)（1997年、テレビ朝日・土曜ワイド劇場）- 衣通涼子 役

### 映画
- セーラー服色情飼育（フィルムワーカーズ／にっかつ配給 1982年11月19日　併映作品「受験慰安婦」「恥辱の部屋」※1987年再公開時改題「可愛かずみ 制服色情飼育」＊WOWOWなど衛星放送用にR15版があるが、本編カットや上映時以外の修正は行われていない。）
- “BLOW THE NIGHT!”夜をぶっとばせ(フィルムワーカーズ／ジョイパックフィルム配給 1983年3月19日)
- ヘッドフォン・ララバイ（1983年）
- さよなら、こんにちわ（1990年）
- 一杯のかけそば（1992年）- 昌代 役
- 望郷（1993年）
- 難波金融伝・ミナミの帝王劇場版III
- 難波金融伝・ミナミの帝王劇場版IV
- 難波金融伝・ミナミの帝王劇場版V
- 難波金融伝・ミナミの帝王劇場版VI

### 舞台演劇
- 『月の氷柱〜もうひとつのかまいたちの夜』（シアターアプル、1996年2月29日 - 3月10日） - 小林今日子 役

### ビデオシネマ
- 探偵神津恭介の殺人推理6
- 女猫〜美しき復讐者〜
- 平成恋愛大図鑑・日本一パンツを脱がない男
- らーめん屋物語
- けん玉
- 銀玉命!銀次郎3
- ミナミの帝王

### 歌番組
- 週刊ポップマガジン（テレビ東京）MC[1]

### バラエティ
- サタデーナイトショー（テレビ東京）
- オレたちひょうきん族（フジテレビ）

（フジテレビONE,TWOで放送されたもの）
1983年
1. 第76回 1983/4/16 （ひょうきん族、初登場）「2分の1の神話」先生と再会
2. 第78回 5/7 「2分の1の神話」ファンの前でライブ
3. 第86回 7/9 「トワイライト」風邪をおしてコンサート
4. 第87回 7/30 「トワイライト」不明 (CS未放送)
5. 第88回 8/13 「タケちゃんマン」初出演
6. 第92回 9/17 ひょうきん連続小説「ふぞろいの竹輪たち」
7. 第93回 9/24　「禁区」フラワーダンサーズと花畑で歌う
8. 第94回 10/1(秋のひょうきんスペシャル) 「禁区」お神輿でワッショイ
9. 第96回 10/15　「禁区」明菜の恋人選び
10. 第98回 10/29 「禁区」動物ショー
11. 第102回 11/26 「禁区」銭湯から衛星中継
12. 第105回 12/17 「ひょうきん歌謡大賞」
13. 第106回 12/24 「北ウィング」スケート場から衛星中継

1984年
1. 第110回 1984/1/21 「北ウィング」水上演芸大会
2. 第112回 2/4 「北ウィング」コンピューター占い＆初懺悔
3. 第114回 2/18 「北ウィング」歌謡ドラマ「スチュワーです物語」
4. 第117回 3/10　「タケちゃんマン」
5. 第119回 3/24 チェッカーズと共演＆懺悔
6. 第121回 4/7 「タケちゃんマン」
7. 第122回 4/14 「オールナイトひょうきん族」＆「TAKEチャンマン」
8. 第124回 4/28　「オールナイトひょうきん族」&歌謡ドラマ「サザン・ウインド」
9. 第125回 5/5 「TAKECHANマン」芸者役
10. 第126回 5/12 「ひょうきんベストテン」歌謡ドラマ「サザン・ウインドPART2」、懺悔2回目
11. 第131回 6/30 「ひょうきんベストテン」歌謡ドラマ「サザン・ウィンド（明菜の恐怖体験）」＆スイカ懺悔
12. 第133回 7/14「ひょうきんベストテン」歌謡ドラマ「娘よ」（片岡鶴太郎と共演）、「TAKEちゃんマン」
13. 不明回 7/？「ひょうきんベストテン」「十戒（1984）」明菜の休日（恐らく最後の明菜役）

- しまうまのおしり（毎日放送）MC
- 加トちゃんケンちゃんごきげんテレビ（TBS）（THE DETECTIVE STORYのコーナーに数回出演）
- 笑っていいともテレフォンショッキング 1986年1月5日（香坂みゆき⇒可愛かずみ⇒岡本かおり）、1992年12月8日（森尾由美⇒可愛かずみ⇒田中健）
- ごきげんよう 共演：ウガンダ （1991年11月、フジテレビ）

### ラジオ番組
- エド山口のまんてんワイド（TBSラジオ）
- アイ・ラブ・ナイト（ラジオたんぱ）
- 可愛かずみのパート・タイム・ラバー（ラジオ日本）[1]
- ラジオルート45 ラジカルステーション（東北放送）[1]

### 声優（吹替）
- 女囚物語2〜炎の復讐〜（英語版）（1987年11月21日　CX「ゴールデン洋画劇場」ミシェル・ニューカーク役）

## ディスコグラフィ

### シングル
| 枚          | 発売日         | タイトル                                                       | c/w                                                                     | 規格品番    |
| CBS・ソニー | CBS・ソニー    | CBS・ソニー                                                    | CBS・ソニー                                                             | CBS・ソニー |
| ----------- | -------------- | -------------------------------------------------------------- | ----------------------------------------------------------------------- | ----------- |
| 1st         | 1984年5月1日   | 春感ムスメ 作詞：岡田冨美子 作曲：水谷竜緒 編曲：水谷竜緒      | 星の歌を聴きながら 作詞：岡田冨美子 作曲：かまやつひろし 編曲：水谷竜緒 | 07SH-1497   |
| 2nd         | 1984年10月21日 | TOKYOふられ小町 作詞：岡田冨美子 作曲：水谷公生 編曲：水谷公生 | 悪女志願 作詞：岡田冨美子 作曲：水谷公生 編曲：水谷公生                 | 07SH-1568   |
| 3rd         | 1985年4月4日   | 仔猫の決心 作詞：魚住勉 作曲：水谷公生 編曲：水谷公生          | メディテーション・別れ 作詞：魚住勉 作曲：水谷公生 編曲：水谷公生       | 07SH-1621   |
| 4th         | 1985年8月25日  | 星屑のシネマ 作詞：岡田冨美子 作曲：水谷公生 編曲：水谷公生    | 遠い約束 作詞：内藤綾子 作曲：水谷公生 編曲：水谷公生                   | 07SH-1674   |

### アルバム

#### オリジナルアルバム
| 枚        | 発売日        | タイトル         | 収録曲 | フォーマット | 規格品番  |
| CBSソニー | CBSソニー     | CBSソニー        | CBSソニー | CBSソニー    | CBSソニー |
| --------- | ------------- | ---------------- | --- | ------------ | --------- |
| 1st       | 1984年7月21日 | 天使のデザート   | Side A 1. 小麦色 喰べましょう 2. バイバイ・ラブ 3. これきり哀話 4. 春感ムスメ 5. ガラスの夏にララバイ Side B 1. 5分の1だけ浮気して 2. きっとワルツが踊れるわ 3. なのにあいつ 4. 星の歌を聴きながら 5. ヨコハマ愛哀デート | LP           | 28AH-1755 |
| 2nd       | 1985年4月21日 | メディテーション | Side A 1. バイバイバイ、ライライライ （作詞：岡田富美子、作曲：富山ヒロ、編曲：水谷公生） 2. 涙草紙 （作詞：岡田富美子、作曲：水谷公生、編曲：水谷公生） 3. モンローチックにI love you （作詞：森雪之丞、作曲：山梨鐐平、編曲：水谷公生） 4. うぬぼれ （作詞：内藤綾子、作曲：水谷公生、編曲：水谷公生） 5. TOKYOふられ小町 （作詞：岡田富美子、作曲：水谷公生、編曲：水谷公生） Side B 1. 仔猫の決心 （作詞：魚住勉、作曲：水谷公生、編曲：水谷公生） 2. 似たものどうし （作詞：内藤綾子、作曲：水谷公生、編曲：水谷公生） 3. 夢の楽園 （作詞：森雪之丞、作曲：梶田柾也、編曲：水谷公生） 4. 恋はネコ科 （作詞：森雪之丞、作曲：都倉俊一、編曲：都倉俊一） 5. メディテーション・別れ （作詞：魚住勉、作曲：水谷公生、編曲：水谷公生） Musicians - Guitars: Kimio-xygen destroyer Mizutani - Keyboards: Yasuhiko-zaemonnojyo Fukuda - Percussions: Kohtaro-ck'n roll Ishii - Drums: Nobuyuki-nkotsuryuryu Takahashi - Bass: Chiharu-nrun Mikuzuki, Michio-kiitarasokowa Nagaoka - Vocal: Kazumi-nnadaisuki Kawai-i! | LP           | 28AH-1849 |

#### ベストアルバム
| 枚                                             | 発売日                                         | タイトル                                       | 収録曲 | フォーマット                                   | 規格品番                                       |
| Sony Music Direct / オーダーメイドファクトリー | Sony Music Direct / オーダーメイドファクトリー | Sony Music Direct / オーダーメイドファクトリー | Sony Music Direct / オーダーメイドファクトリー | Sony Music Direct / オーダーメイドファクトリー | Sony Music Direct / オーダーメイドファクトリー |
| ---------------------------------------------- | ---------------------------------------------- | ---------------------------------------------- | --- | ---------------------------------------------- | ---------------------------------------------- |
| 1st                                            | 2010年12月27日                                 | オール・ソングス・コレクション                 | Disc 1「天使のデザート+1」 1. 小麦色喰べましょう 2. バイバイ・ラブ 3. これきり哀話 4. 春感ムスメ 5. ガラスの夏にララバイ 6. 5分の1だけ浮気して 7. きっとワルツが踊れるわ 8. なのにあいつ 9. 星の歌を聴きながら 10. ヨコハマ愛哀デート 11. 悪女志願 Disc.2「メディテーション+2」 1. バイバイバイ、ライライライ 2. 涙草紙 3. モンローチックに I love you 4. うぬぼれ 5. TOKYOふられ小町 6. 仔猫の決心 7. 似たものどうし 8. 夢の楽園 9. 恋はネコ科 10. メディテーション・別れ 11. 星屑のシネマ 12. 遠い約束 | CD                                             | DYCL-303/4                                     |

### 映像作品
| 枚        | 発売日        | タイトル               | 収録曲 | フォーマット | 規格品番  |
| CBSソニー | CBSソニー     | CBSソニー              | CBSソニー | CBSソニー    | CBSソニー |
| --------- | ------------- | ---------------------- | --- | ------------ | --------- |
| 1st       | 1984年9月21日 | 天使のデザート         | 1. 小麦色喰べましょう 2. 5分の1だけ浮気して 3. これきり哀話 4. ガラスの夏にララバイ 5. 星の歌を聴きながら 6. なのにあいつ 7. 春感ムスメ | VHS          | 68ZM-3007 |
| 1st       | 1984年9月21日 | 天使のデザート         | 1. 小麦色喰べましょう 2. 5分の1だけ浮気して 3. これきり哀話 4. ガラスの夏にララバイ 5. 星の歌を聴きながら 6. なのにあいつ 7. 春感ムスメ | βマックス    | 68QM-3007 |
| 1st       | 1984年9月21日 | 天使のデザート         | 1. 小麦色喰べましょう 2. 5分の1だけ浮気して 3. これきり哀話 4. ガラスの夏にララバイ 5. 星の歌を聴きながら 6. なのにあいつ 7. 春感ムスメ | LD           | 58LM-27   |
| 2nd       | 1985年5月22日 | ストレンジ・パラダイス | 1. モンローチックにI love you 2. 仔猫の決心 3. うぬぼれ 4. バイバイバイ・ライライライ 5. 涙草紙 6. 悪女志願 7. TOKYOふられ小町          | VHS          | 68ZM-3023 |
| 2nd       | 1985年5月22日 | ストレンジ・パラダイス | 1. モンローチックにI love you 2. 仔猫の決心 3. うぬぼれ 4. バイバイバイ・ライライライ 5. 涙草紙 6. 悪女志願 7. TOKYOふられ小町          | LD           | 68LM-45   |

### イメージビデオ
| 枚  | 発売日        | タイトル         | フォーマット | 規格品番 | 発売元         |
| --- | ------------- | ---------------- | ------------ | -------- | -------------- |
| 1st | 1988年        | 私の中の遊女たち | VHS          | PSV-020  | パワースポーツ |
| 1st | 2008年8月29日 | 私の中の遊女たち | DVD          | GIL-19   | パワースポーツ |

### 写真集
- かわいい、カニ座の女の子（1983年4月5日、松文館）撮影：原栄三郎
- アイドル（1983年5月15日、白夜書房）撮影：青岩有信
- 光の中の少女（1983年6月5日、松文館）撮影：原栄三郎
- ふり向かないで（1983年11月10日、ワニブックス）撮影：小沢忠恭
- 微笑みパレット（1984年4月10日、リイド社）撮影：おびつ亘弘
- 別冊スコラ32 KAZUMI KAWAI ALBUM（1986年7月30日、講談社）撮影：善本喜一郎
- おひさしぶり Long Time No See（1988年10月19日、ワニマガジン社）撮影：玉川清
- 可愛かずみ写真集（2014年7月10日、竹書房、ISBN 978-4-81-248800-3）撮影：山内順仁